# Batalla de Mondovi
La Batalla de Mondovi, tuvo lugar del 20 al 23 de abril de 1796 en la villa de Mondovi, en la región de Piamonte, situada en la confluencia de los ríos Corsaglia y Tanaro. Se enfrentaron las fuerzas de Napoleón Bonaparte, con 17.500 hombres, y las fuerzas piamontesas, con 13.000 hombres bajo las órdenes del general Colli, que estaban refugiados en la villa de Mondovi.

## Batalla

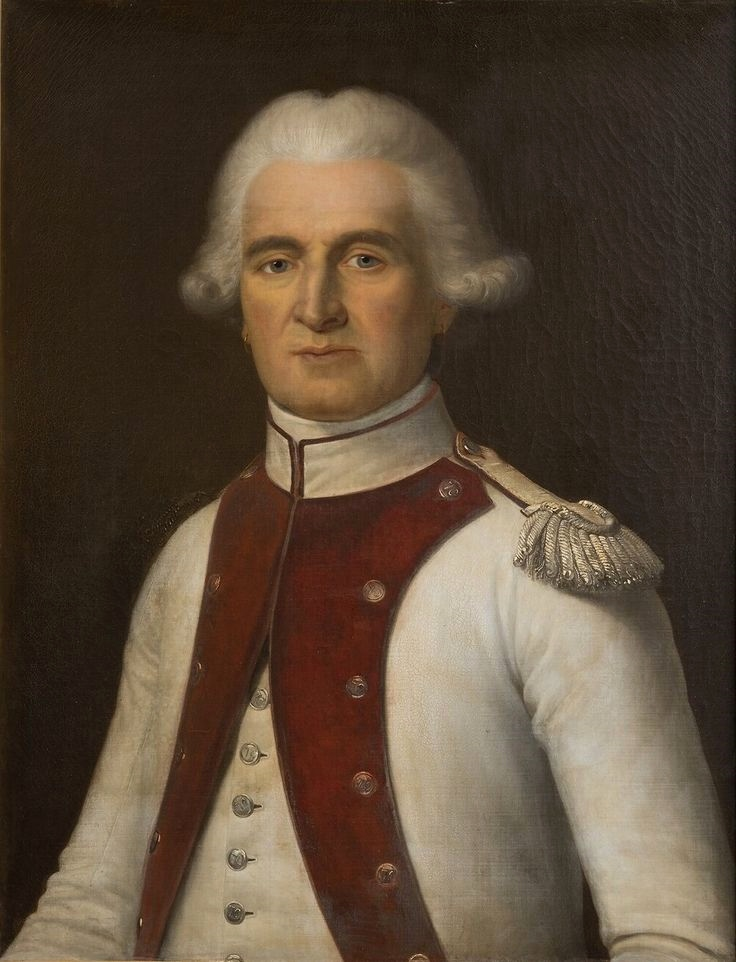
Jean Mathieu Philibert Sérurier

Luego de la Batalla de Montenotte, las tropas del barón Colli-Marchi se refugiaron en la villa de Mondovi, hasta donde fueron perseguidas por Napoleón y la división Augerau, aunque el general Sérurier llegó primero a la zona. Sérurier realiza el primer ataque la noche del 20 al 21 de abril, pero los piamonteses logran repeler el asalto, más tarde Serurier liderará el segundo ataque; al escuchar los gritos de las tropas francesas, los defensores creen que se acerca la división de Napoleón y abandonan sus puestos replegándose hacia Turín. Las tropas francesas atacan ferozmente su retaguardia y logran romper la organización del ejército sardo-piamontés, que pierde cerca de 1800 soldados y, además, sufre la muerte de 4 generales y pierde 8 cañones. El 23 de abril, el general Colli envía un emisario a Bonaparte pidiendo una tregua; Napoleón lo acepta dos días después, el 25 de abril.

## Consecuencias
Como consecuencia de las derrotas del Reino de Cerdeña, Napoleón logra que estos se separen de sus aliados austriacos. Mediante el armisticio de Cherasco, en el cual se le otorga a Francia el control de las fortalezas de Cuneo, Ceva, Alessandria y Tortona, y acceso militar a través del Piamonte, a cambio el rey Víctor Amadeo III de Saboya recupera el control de Turín.